# Søvik, Nordland
Søvik este o localitate din comuna Alstahaug, provincia Nordland, Norvegia, cu o populație de 272 locuitori (2013).